# Nc’nean
Die Nc’nean Distillery ist eine 2013 gegründete schottische Whiskybrennerei in Drimnin, auf der Halbinsel Morvern, in den schottischen Highlands, die hauptsächlich  Single Malt-Whisky herstellt. Der Whisky ist ungetorft.
Die Brennerei liegt am Sound of Mull, gegenüber der Isle of Mull und damit Tobermory.

## Etymologie
Der Name der Brennerei, Nc'nean, leitet sich von „Neachneohain“ ab, einer gälischen Legende, die übersetzt „Königin der Geister“ bedeutet (ausgesprochen wird sie Nc-ne-an).

## Geschichte
Die Brennerei wurde 2013 von der Engländerin Annabel Thomas gegründet und begann 2017 mit der Produktion. Die anfängliche Finanzierung der Brennerei erfolgte über die Familie, Freunde, Kredit, Startkapitalgeber im Rahmen des Seed Enterprise Investment Scheme und einen Zuschuss von 600.000 £ von der EU über die schottische Regierung. Kurz vor der ersten Destillation im Jahr 2017 verstarb der Brennmeister Jim Swan plötzlich. Nachfolger wurde Gordon Wood, der zuvor bei Diageo tätig war.
Im März 2020 sammelte die Brennerei 1,7 Millionen Pfund, um eine Expansion zu ermöglichen.
Der erste Whisky von Nc'nean kam im Sommer 2020 auf den Markt. Im August versteigerte die Brennerei ihre erste Flasche Single Malt Scotch Whisky und erzielte dabei 41.004 Pfund für wohltätige Zwecke.

## Produktion
Die Destillerie besitzt, wie auch die Ardnamurchan Distillery, eine Walzenmühle von Alan Ruddock, einen Maischbottich (mash tun, 1 t), vier Gärbottiche (wash backs, je 8.000 l) aus rostfreiem Stahl, eine Grobbrandblase (wash still, 5.000 l) und eine Feinbrandblase (spirit still, 3.500 l), die von Speyside Copper Works hergestellt wurden.

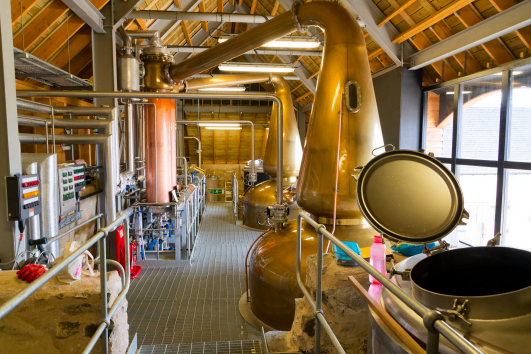
Die Brennblasen
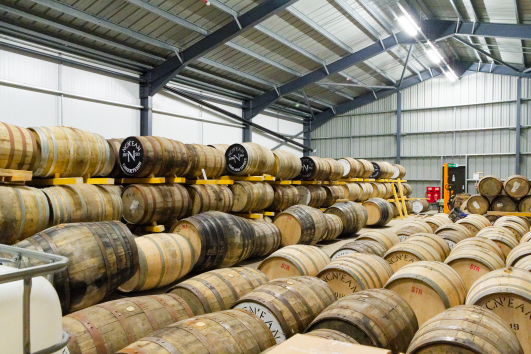
Eines der Fasslager
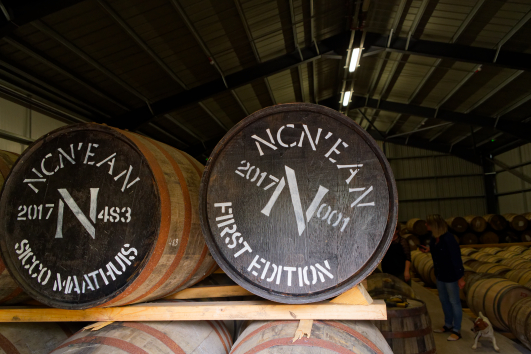
Das erste Fass

## Konzept
Die Brennerei konzentriert sich auf die nachhaltige Herstellung einer organischen Spirituose mit minimalen Auswirkungen auf die lokale Umwelt und war die erste im Vereinigten Königreich, die bei der Whiskyherstellung einen Netto-Null-Emissionswert erreicht hat. Sie verwendet erneuerbare Elektrizität, gleicht Emissionen durch Aufforstung aus und verwendet 100 % recyceltes Glas für ihre Flaschen. Im Dezember 2021 erhielt sie ein B Corporation Zertifikat mit überdurchschnittlichen 135 Punkten.